# Антифа (США)

Символ, який зазвичай використовують антифа, із зображенням анархістського прапора над соціалістичним прапором

Антифа (англ. antifa) — ультралівий рух автономних антифашистських й антирасистських груп у США. Рух використовує різні тактики протесту, переважна більшість з яких є мирними. Це зокрема розповсюдження антифашистських агітматеріалів, цифровий активізм, взаємодопомога, протестні марші. Деякі з тих, хто вважає себе антифа, також борються з ультраправими екстремістами (такими як неонацисти та прихильники білого супремасизму), використовуючи доксинг, фізичне насильство та пошкодження майна.
Активісти антифа залучені до антикапіталістичних рухів та належать до ідеологій головно радикально лівого спектра (анархізм, соціалізм, комунізм). Рух самовизначає свою ціль як боротьбу з ультраправою ідеологією та ідеєю переваги білих, як з використанням прямої дії, так і виборів.

## Чит. також
- The Black Bloc Papers: An Anthology of Primary Texts From The North American Anarchist Black Bloc 1988–2005 (PDF). Архів оригіналу (PDF) за 3 липня 2010. Процитовано 9 серпня 2019., by Xavier Massot & David Van Deusen of the Green Mountain Anarchist Collective (NEFAC-VT), Breaking Glass Press, 2010.
- Bray, Mark (2017). Antifa: The Anti-Fascist Handbook. Melville House. ISBN 978-1-61219-703-6.
- Coale, Robert S. (2016). From Antifascistas to PAF: Lexical and Political Interpretations of American International Brigaders in Spain during the Second World War. У García, Hugo (ред.). Rethinking Antifascism: History, Memory and Politics, 1922 to the Present. New York: Berghahn Books. с. 187—199. ISBN 978-1-78533-139-8.